# نواری‌ها
نواری‌ها (نام علمی: Labidura) نام یک سرده از تیره گوش‌خیزک‌های نواری است.
در این سرده دو گونه زیر وجود دارد:
- گوش‌خیزک سنت هلنا †
- گوش‌خیزک خاکی